# Ljubomir Marić
Ljubomir Marić (serb. Љубомир Марић, ur. 18 stycznia 1878 w Galovići koło Kosjerić, zm. 11 sierpnia 1960 w Belgradzie) – serbski generał, szef Sztabu Generalnego Jugosławii 1935–1936, minister wojny i marynarki 1936–1938.

## Życiorys
Ukończył akademię wojskową w 1905. W I wojnie bałkańskiej był zastępcą szefa sztabu Dywizji Morawskiej, od 1913 do 1916 – szefem sztabu Dywizji Bregalnickiej. Następnie stał na czele Oddziału Operacyjnego Naczelnego Dowództwa i sztabu Dywizji Drińskiej (w 1918). W 1919 dowodził obroną granicy z Austrią na odcinku karynckim. W latach międzywojennych zajmował kolejno stanowiska: szefa sztabu 2 Okręgu Wojskowego w Sarajewie, szefa Oddziału Operacyjnego Sztabu Generalnego, I zastępcy szefa Sztabu Generalnego i dowódcy 4 Okręgu Wojskowego. W latach 1935–1936 był szefem Sztabu Generalnego Jugosławii, a od 1936 do 1938 – ministrem wojny i marynarki. Był też profesorem Akademii Wojskowej. W październiku 1939 został przeniesiony do rezerwy.
Opublikował podręczniki Strategia (1925) i Podstawy strategii (1928) oraz artykuły w piśmie Ratnik. W 2012 ukazały się pośmiertnie jego pamiętniki.

## Odznaczenia
- Order Gwiazdy Jerzego Czarnego IV klasy (Jugosławia)
- Order Gwiazdy Jerzego Czarnego z mieczami III i IV klasy (Jugosławia)
- Order Białego Orła II i IV klasy (Jugosławia)
- Order Białego Orła z mieczami IV i V klasy (Jugosławia)
- Order Korony Jugosłowiańskiej I, II i III klasy (Jugosławia)
- Order Świętego Sawy I klasy (Jugosławia)
- Order Legii Honorowej I, III i IV klasy (Francja)
- Order Odrodzenia Polski II klasy (Polska)
- Order Korony I klasy (Belgia)
- Order Świętego Aleksandra I klasy (Bułgaria)
- Order Lwa Białego 1 i 2 klasy (Czechosłowacja)
- Order Zbawiciela I klasy (Grecja)
- Order Zasługi Orła Niemieckiego (III Rzesza)
- Order św. Anny z mieczami III klasy (Imperium Rosyjskie)
- Order Korony Rumunii z mieczami I klasy (Rumunia)
- Order św. Michała i św. Jerzego III klasy (Wielka Brytania)
- Order Korony Włoch I klasy (Włochy)